# Friedrich Lachmund
Friedrich Lachmund (* 3. Dezember 1886 in Deensen; † 6. Dezember 1963 in Braunschweig) war ein deutscher Richter und Parlamentarier.

## Leben
Aus einem Pastorenhaus stammend, studierte Lachmund nach dem Besuch des humanistischen Gymnasiums in Wolfenbüttel Rechtswissenschaften an der Georg-August-Universität Göttingen. 1909 wurde er Mitglied des Corps Brunsviga Göttingen. Nach Abschluss des Studiums, Teilnahme am Ersten Weltkrieg und Absolvierung des Referendariats wurde er 1923 Amtsgerichtsrat in Braunschweig. Nachdem er zum 1. Mai 1932 der NSDAP beigetreten war (Mitgliedsnummer 1.171.497), wurde er am 5. März 1933 Mitglied des Braunschweigischen Landtags. Am 29. April 1933 erfolgte seine Wahl zum ständigen Stellvertreter von Günther Nebelung in den Hauptausschuss sowie in den Haushaltsausschuss und Rechtsausschuss. Am 13. Juni 1933 wurde er zudem in den Geschäftsordnungsausschuss gewählt. Am 1. Juli 1933 erfolgte seine Ernennung zum Präsidenten des Landgerichts Braunschweig und zum Vorsitzenden des Sondergerichts Braunschweig. In der letzten Funktion verhängte er anfänglich politisch motiviert vollkommen überzogene Strafen für Bagatelldelikte.
In der Folgezeit kam es zu massiven Auseinandersetzungen zwischen Lachmund und dem SS-Gruppenführer Friedrich Jeckeln wegen Übergriffen der SS in die braunschweigische Justiz. Hierbei spielte insbesondere der Chefankläger am Sondergericht Rasche, dem Lachmund Begünstigung von SS-Angeklagten vorwarf, eine besondere Rolle. So hatte Rasche unter anderem für zwei SS-Männer, die einem Drogisten mit Messerstichen tödliche Verletzungen zugefügt hatten, nach zahlreichen Vergünstigungen im Untersuchungsverfahren lediglich 18 Monate Haft gefordert. Das Gericht unter Vorsitz des Landgerichtsdirektors Wilhelm Ehlers verhängte jedoch deutlich höhere Strafen, die der Schwere der Tat angemessen waren. Der schwerwiegendste Fall war jedoch Anfang 1936 der Fall Sievers, der einen jüdischen Kaufmann ermordet hatte, dafür von der SS gefeiert und von Rasche begünstigt wurde. Trotz dieser Aktivitäten seitens der SS und Rasches verhängte Ehlers in diesem Fall die damals vom Gesetz vorgesehene Todesstrafe. Auf dem Höhepunkt der Auseinandersetzungen wurde Lachmund von Angehörigen der SS-Junkerschule auf schwere Säbel gefordert. Die Austragung der Forderungen wurde jedoch durch Heinrich Himmler untersagt. Reichsjustizminister Franz Gürtner versetzte daraufhin Lachmund zum 1. April 1938 als Landgerichtspräsident nach Krefeld. Nach Kriegsende wurde Lachmund interniert und nach seiner Entlassung aus der Internierung in den Ruhestand versetzt.

## Familie
Lachmund war der Sohn des Pastors Heinrich Lachmund und dessen Frau Marta (geborene Beste). Er war seit dem 8. September 1920 mit Adele Dora Erika Hedwig Irmgard (geborene Müller) verheiratet, mit der er drei Kinder hatte. Friedrich Wilhelm Lachmund (1923), Ilse-Marie Lachmund (1924–2001) und Ingeborg Lachmund (1928–1970).